# L'Élève intéressante
L'Élève intéressante est un tableau réalisé en 1786 ou début 1787 par la peintre française Marguerite Gérard, avec la collaboration de son beau-frère et professeur Jean-Honoré Fragonard pour quelques morceaux.
Ce tableau apparaît comme l'une des compositions les plus accomplies de la jeune peintre, qui était encore considérée dans ces années 1780 plus comme la collaboratrice de Fragonard que comme créatrice à part entière. La visibilité donnée à l'œuvre à la suite de son acquisition par le musée du Louvre en 2019 a renforcé l'intérêt pour son auteure, complètement oubliée pendant presque deux siècles, mais que des historiens et des historiennes de l'art féministes ont redécouverte à partir de la fin des années 1970.
La complexité de la composition, avec une mise en miroir de l'artiste présente à son chevalet, du sujet (« l'élève intéressante ») et d'une gravure érotique de Fragonard, a suscité de nombreux commentaires et interprétations, et une question encore non résolue sur l'identité de la personne représentée.
La révélation de L'Élève intéressante lors de son acquisition par le Louvre a été suivie d'un communiqué des autorités de ce musée annonçant qu'il s'agissait bien d'une des scènes de genre les plus remarquables de la décennie précédant la Révolution, et d'un chef-d'œuvre de la peinture française du XVIIIe siècle.

## Le tableau
Cette peinture à l'huile sur toile de moyenne dimension (65 × 55 cm) représente une jeune femme assise, vêtue avec élégance, occupée à regarder une estampe, dans un intérieur encombré de meubles et d'objets divers, dont une sphère brillante où se réfléchit en miniature l'image de la peintre au travail dans son atelier.
La composition avec un personnage unique au premier plan qui recueille toute la lumière en fait un portrait, peut-être idéalisé en allégorie, d'une personne qui n'a pu être identifiée (cf. L'identité de l'élève), tandis que le thème et l'environnement sont ceux d'une scène de genre.
Le personnage est traité dans le style contemporain rococo, mais les arrière-plans et la technique picturale rappellent la 
peinture baroque du Siècle d'or hollandais.

### Description

#### Le sujet
- Visage

La jeune femme, « au front haut et doucement arrondi, au nez fin et légèrement relevé, aux lèvres charnues et au menton délicatement saillant », est vue par son profil gauche. Ses cheveux châtains sont arrangés en boucles tenues en haut et en arrière par un ruban rose aux extrémités flottantes, tandis que deux petites boucles en tire-bouchon encadrent son oreille.
- Habit

De même que les autres femmes peintes par Marguerite Gérard tout au long de sa carrière, l'élève du tableau est habillée selon la mode du temps. Elle porte une robe à l'anglaise, en accord avec l'anglomanie de l'époque, dans une variante plus simple que celles avec manteau ouvert sur un ou deux jupons portées à la cour. Le corsage à baleines très ajusté, avec pointe dans le dos, destiné à affiner la taille et remonter la poitrine, laisse apparaître un large décolleté, entouré d'un ruché transparent en ruban d'organdi. Les manches sont longues et leurs retroussis aux poignets sont garnis du même ruché que l'encolure ; le montage aux emmanchures est masqué par des rubans, eux aussi de couleur rose. Assemblée au corsage, la jupe simple comporte des plis abondants et se finit à l'arrière par une traîne, non visible ici en raison de la position assise.
Toutes les robes à l'anglaise se portaient avec un rembourrage arrière attaché à la taille destiné à accentuer visuellement la cambrure lombaire naturelle de la silhouette ; ce postiche a été longtemps connu comme « faux-cul » ou encore « cul de Paris ».
À la différence des robes à l'anglaise généralement en toile de couleur ou imprimée de motifs, et souvent agrémentées de nombreuses fanfreluches, la robe de l'élève est en satin de couleur blanche, unie, avec un drapé dont les chatoiements sont admirablement rendus par le pinceau de Marguerite Gérard ; à l'évidence, l'artiste s'est inspirée de la manière de Gerard ter Borch et des fijnschilders de l'âge d'or de la peinture néerlandaise qu'elle admirait, et qu'elle égale, voire dépasse ici en virtuosité.
On retrouve la même robe de satin brillant dans Je les relis avec plaisir, La Nouvelle du retour (1784-85) et La Leçon de danse (1788-89), ou presque identique dans La Liseuse, La Leçon de luth (1783-84), Le Baiser à la dérobée, La Surprise (1788-89), ou encore avec des manches bouffantes dans Le Contrat (1785), Le Chat angora (c.1786) et La Danse (1788-89), et également assez voisine dans Le Bouquet (1783-84). Des contemporains de Marguerite Gérard peignent aussi le même genre de robe, comme Louis-Roland Trinquesse dans le Le Serment à l'amour ou Le Billet doux. Marguerite Gérard elle-même est dessinée en robe avec corsage cintré sur un croquis de sa famille fait par Fragonard vers 1786.

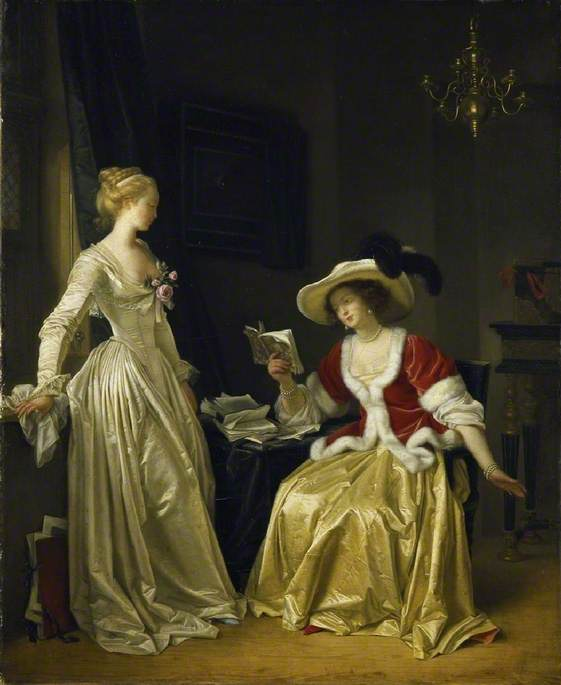
Fragonard et Marguerite Gérard, La Liseuse, 1783-1784
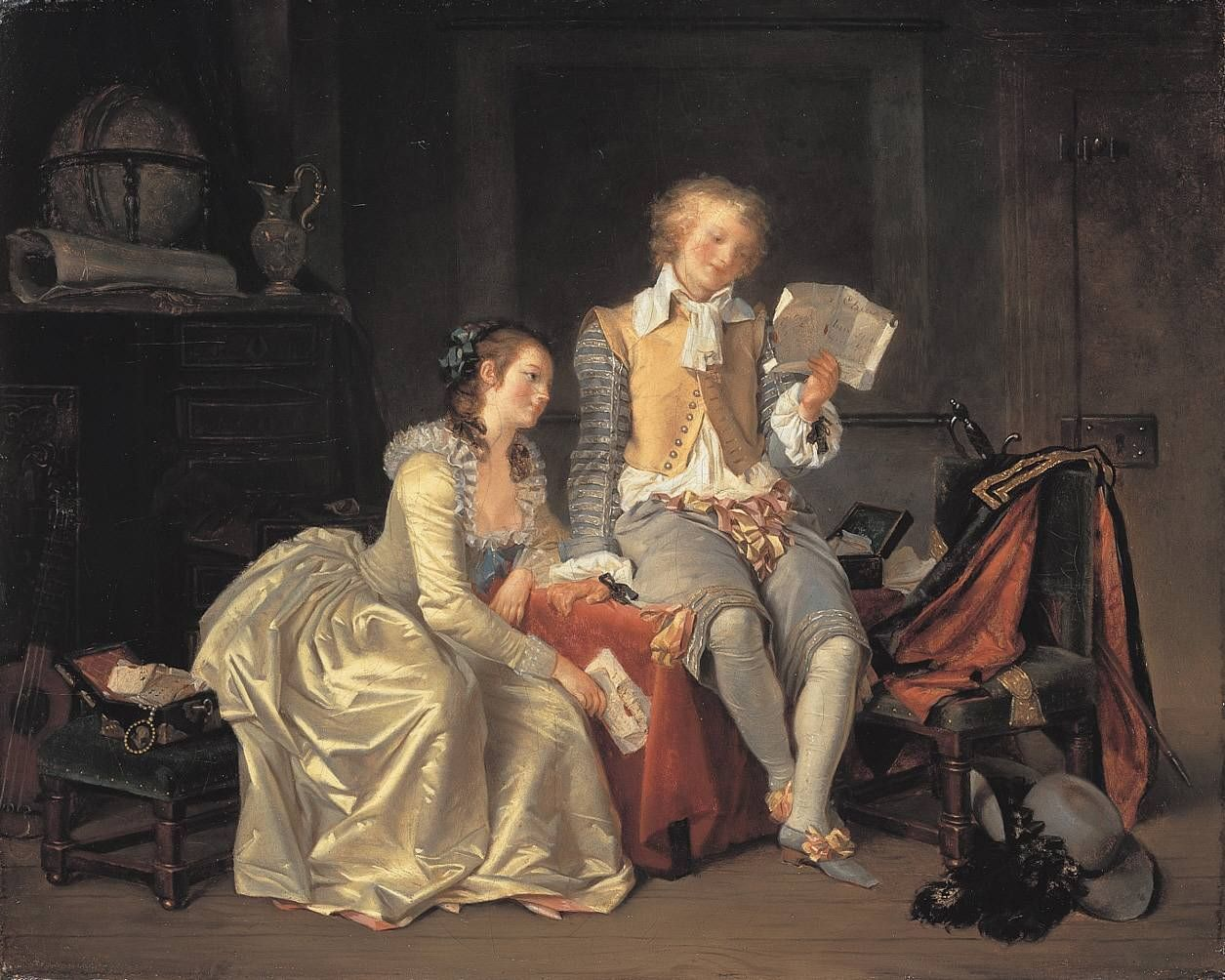
Marguerite Gérard et Fragonard, Je les relis avec plaisir, 1784-1785
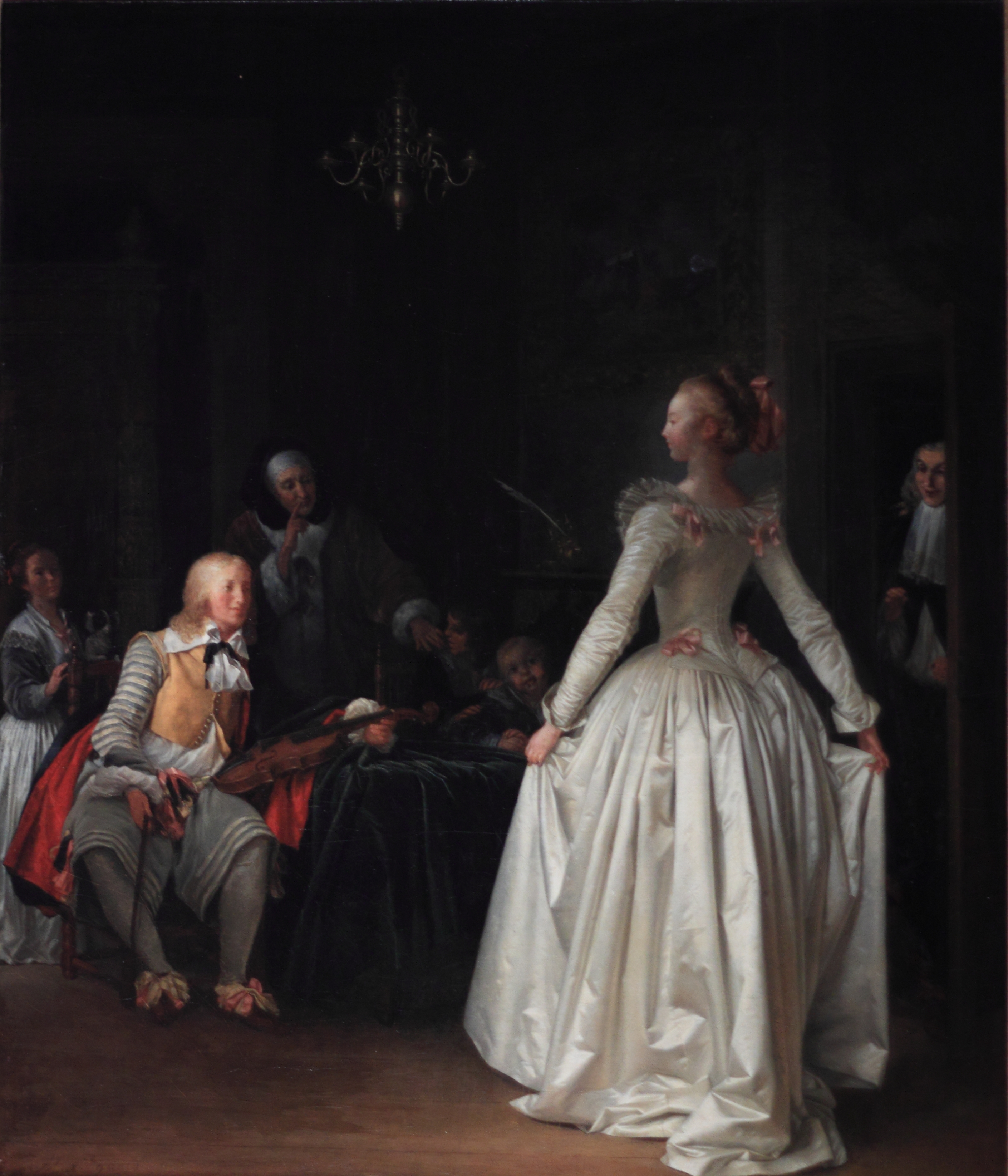
Marguerite Gérard avec la participation de Fragonard, La Leçon de danse, 1788-1789
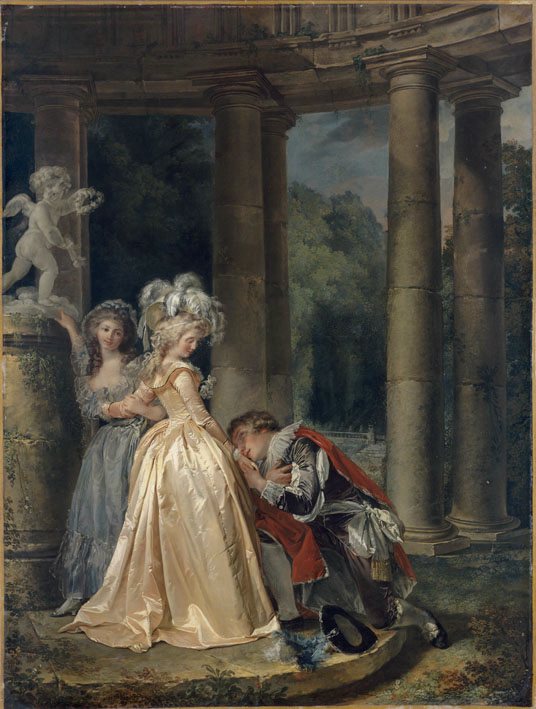
Louis-Roland Trinquesse, Le Serment à l'amour, 1786

- Activité

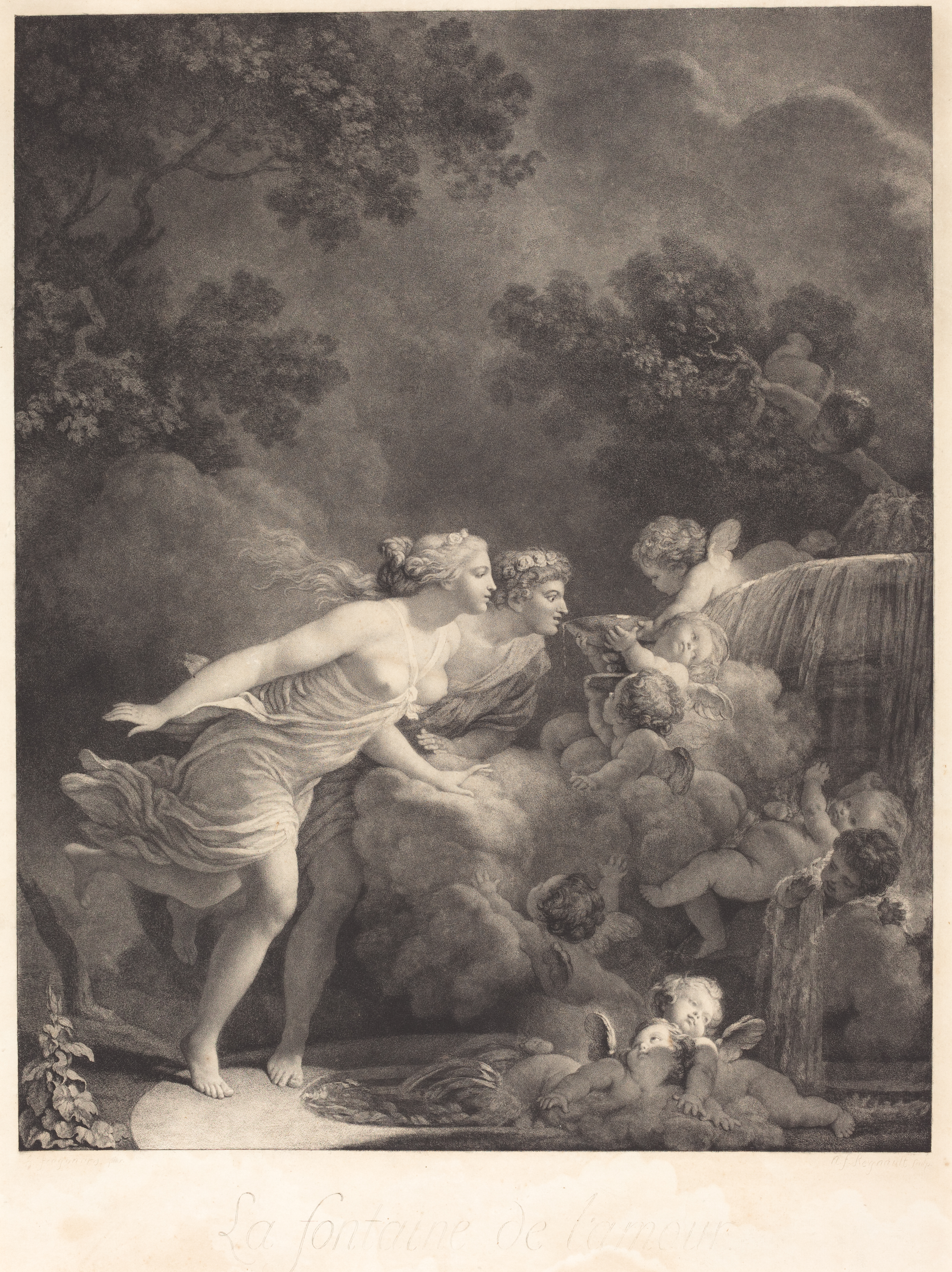
N.F. Regnault, La Fontaine d'amour, 1785

La jeune femme tient sur ses genoux et dans ses bras un cadre avec une estampe de La Fontaine d'amour de Fragonard gravée par Nicolas-François Regnault (1746-1810) et éditée en décembre 1785. On remarque que l'image est rognée sur les bords droit et gauche, faisant passer son rapport hauteur/largeur de 1.25 à 1.7. Cette liberté a néanmoins été agréée par Fragonard lui-même, puisqu'il a participé à la réalisation du tableau. Par une prouesse technique dont elle est devenue coutumière, Marguerite Gérard fait apparaître la manche satinée du bras droit de la jeune femme en reflet sur la vitre protégeant l'estampe.

#### Inventaire
- Les meubles

La jeune femme se tient sur une banquette XVIIe siècle dont le confort est assuré par une assise rembourrée au cloutage apparent, recouverte de velours bleu et bordée de franges de passementerie ; un chat angora s'agrippe au tissu pour chercher noise au petit épagneul allongé sur la banquette. Le cadre tenu par la jeune femme masque en partie un guéridon de bois sculpté avec dorures, de style Louis XIV, recouvert d'un drap de velours rouge à galon doré ; ce guéridon sert de support au groupe de statuettes en marbre Deux amours se disputant un cœur, une des variantes d'un possible modèle de Jean-Baptiste Pigalle ou d'Étienne Maurice Falconet, attribuée aux frères Joseph (1740-1807) et Jean-Baptiste-Ignace (1741-1794) Broche. Surplombant la gravure, les deux Cupidons semblent regarder aussi vers elle, où s'affairent plusieurs de leurs collègues. Un large chapeau de feutre noir orné de rubans roses et de trois plumes d'autruche a été jeté sur la tête d'un des angelots, tandis qu'un collier de perles est négligemment abandonné à leurs pieds.
À l'arrière se trouve une petite table en bois sculpté, avec un plateau de marbre où sont posées deux figurines chinoises et une tasse avec sa soucoupe, contenant quelques petites fleurs rouges. Tout à fait à gauche se trouvent une chaise médaillon de style Louis XVI et un tabouret rond à vis. 
Sur le mur du fond et le passage ouvrant à gauche vers une autre pièce sont accrochés deux tableaux pouvant se référer à l'Antiquité ou à la Renaissance, le portrait d'un homme barbu dans un cadre ovale, et un homme debout en toge dans un cadre rectangulaire. Une statuette d'un homme nu debout en contrapposto est cachée partiellement par un portulan suspendu. Tous ces détails ne sont plus guère visibles à l'œil nu sur la peinture en raison du vieillissement des tons bruns mais sont fidèlement retranscrits sur la gravure.
Sur le parquet à fines lattes de bois clair est étendu un tapis au champ beige uni et à la bordure en motifs géométriques persans, en partie retourné. Un carton à dessins est à demi ouvert, tandis que des estampes et des dessins, pliés, roulés ou froissés, parsèment la pièce. À ce mélange éclectique de luxe et de bric-à-brac vient s'ajouter l'objet le plus curieux du lot, la sphère réfléchissante.
- La sphère réfléchissante

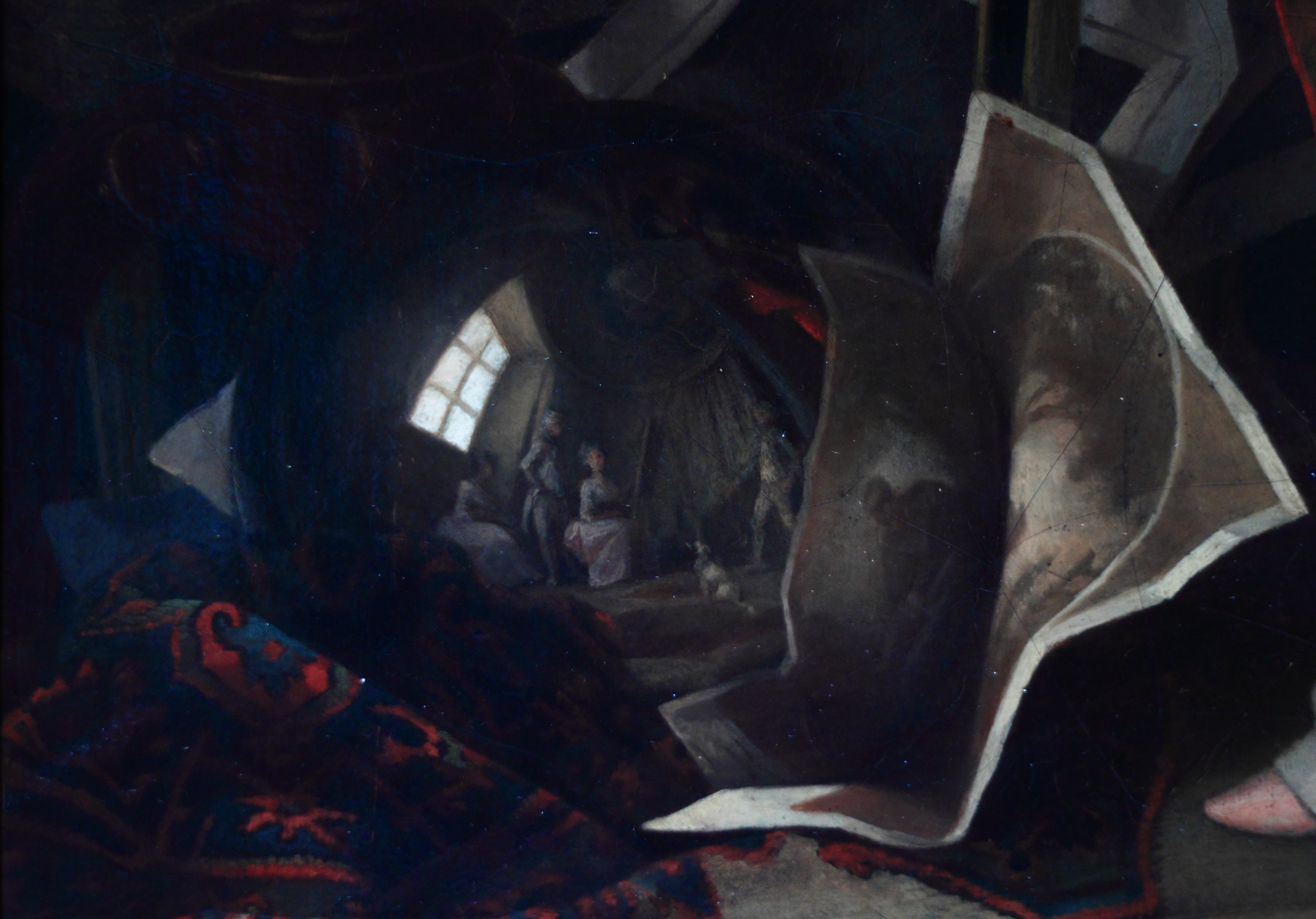
L'Élève intéressante, (1786) : la sphère miroir

Des boules de verre reflétant une source de lumière apparaissent en peinture dès la Renaissance, puis les progrès de la miroiterie permettent d'y faire figurer des objets ; elles sont alors assez fréquentes au cours de l'âge d'or de la peinture néerlandaise dans les scènes de genre et les natures mortes (cf. « Peintures avec sphères de verre »), et notamment dans les vanités. L'idée de s'y représenter en tant que peintre devant son chevalet revient à Pieter Claesz (Vanité au violon et à la boule de verre, c.1625), suivi par Simon Luttichuys, Pieter Gerritsz van Roestraten (en) (auteur notamment d'une vanité avec une boule se reflétant elle-même dans un miroir) et Vincent van der Vinne, entre autres. C'est donc plus de cent ans plus tard que Marguerite Gérard reprend cette tradition perdue, en un exercice virtuose habilement inséré dans ce contexte pictural de retour au Siècle d'or , qui faisait alors le bonheur des marchands d'art, les œuvres pouvant atteindre des prix exorbitants dans les ventes parisiennes,. La mise en œuvre de ce procédé se voit dans Le Chat angora (c.1786) où l'on distingue sur une boule de verre le reflet de l'atelier éclairé par une baie vitrée, avec au centre Marguerite et sa sœur Marie-Anne Fragonard en gauchères à leurs chevalets, et J.-H. Fragonard à l'arrière-plan ; sur les côtés et en haut, le chat blanc, la jeune femme au chapeau et le plafond sont très anamorphosés. L'artiste reproduit cet exploit technique dans L'Élève intéressante avec encore plus de précision : elle est devant son chevalet, visage de face en autoportrait, peignant "sous les yeux de Fragonard" debout derrière elle ; Mme Fragonard est assise à gauche et un homme jeune, qui pourrait être leur frère Henri Gérard,, arrive par la droite ; le petit chien, qui n'a pas encore été peint sur la banquette par Fragonard, est assis au centre et contemple la scène.
On retrouve ensuite plusieurs fois cette sphère de verre hollandaise dans les tableaux de Marguerite Gérard, suspendue dans L'Art d'aimer (1792, perdu) et dans Le Modèle (1798), ou plus souvent posée sur des meubles, dans Jeune femme interrompue dans ses occupations par les jeux de ses enfants (1801), La Mère qui reçoit les caresses de son enfant sous le regard de sa suivante (1801-1804), La Tendresse maternelle (1806-1808), Clémence de Napoléon envers Madame de Hatzfeld (1808), Le Petit messager (1810), et même se reflétant dans un miroir, comme chez Roestraten, dans La Mauvaise nouvelle (1804) ; les personnages y sont moins discernables que dans les deux premiers tableaux.

### Réalisation
Les résultats des analyses pratiquées en 2020 par le C2RMF et les travaux effectués par le restaurateur Frédéric Pellas sont détaillés p. 19-31 de la plaquette du Louvre éditée en 2023.

#### Liants et pigments
La toile est recouverte d'une épaisse couche de préparation faite d'un mélange d'huile et de blanc de plomb additionné d'un peu de calcium. Sur ce fond très blanc, un dessin préparatoire a été mis en évidence par la réflectographie infrarouge. La couche colorée est très fine. Les pigments utilisés sont de ceux courants à la fin du XVIIIe siècle et ont été précisés grâce à la spectrométrie de fluorescence des rayons X. Il y a le blanc de plomb pour la robe et le marbre des statues, le jaune de Naples pour les dorures, l'azurite et l'indigo pour les bleus, l'ocre jaune, l'ocre rouge et la terre de Sienne pour les meubles, le galon doré, les cadres, la chevelure de la jeune femme et l'arrière-plan, et le rouge vermillon pour le drap, le tapis et les rubans roses.

#### En deux temps et à deux mains
La spectrographie infrarouge révèle également que le tableau a été peint en deux temps, et aussi à deux mains, ainsi que l'avait déterminé Carole Blumenfeld dès sa première inspection en 2011. Les parties occupées par le chien, le chat, la tête et les mains ont été laissées en blanc, pendant que le reste de la composition était peint avec une grande minutie ; les mains et la tête ont été faites en fin d'exécution, et la tête redressée par rapport à la position initialement prévue, ce qui explique le regard de l'examinatrice dirigé vers le haut de la gravure plutôt que sur son centre, mais qui lui donne certainement plus d'élégance dans le maintien.
Les deux animaux ont été peints tardivement et leur technique d'exécution diffère de celle du reste de la peinture. De fait, tous les experts s'accordent depuis 2020 à dire que les parties laissées en blanc par la disciple ont été réalisées secondairement par le maître Fragonard lui-même, et notamment le visage, dont on remarque qu'il ne ressemble à aucun de ceux peints par Marguerite Gérard seule.

## Historique
Avant d'être exposé au musée du Louvre à partir de 2020, le tableau est resté de 1796 à 2019 dans trois familles (Jourdan, d'Artigues et Ribes) liées successivement l'une à l'autre. Prêté par le comte de Ribes, il a été présenté pour la première fois au public à Toulouse en 2011,. Auparavant, il n'était connu que par la gravure de Géraud Vidal (1742-1801) de 1787, puis d'autres, parfois coloriées ou modifiées, de Jean Marie Mixelle (1758?-1839), Jean-Joseph-François Tassaert,, ou de divers graveurs moins connus, ainsi que par des copies.
Alors que la cote de Marguerite Gérard était très élevée dès la fin des années 1780, atteignant le double de celle déclinante de son maître Fragonard, les tableaux saisis par les révolutionnaires en 1794, dont L'Élève intéressante, ont été cédés à des prix peu élevés ; inversement, en 2019, L'Élève intéressante a été vendu à plus du double de son estimation haute.

### Provenance
- collection Joseph-François-Xavier Depestre, comte de Seneffe et de Turnhout (né en 1757, mort sans alliance en 1823), banquier à Paris[25] ;
- saisi le 8 avril 1794 par les autorités révolutionnaires et mis en dépôt à l'ancien hôtel du marquis de Nesle, no 2-4 rue de Beaune, de 1794 à 1796 ;
- 1796 : achat par le citoyen Jourdan[f], marchand de tableaux et d'objets d'art[26] ;
- vente Jourdan, salle des ventes de la maison de L. C. Desmarets, no 26 rue du Bouloy à l'angle de la rue Coquillière, le 4 avril 1803 (Alexandre-Joseph Paillet et Hippolyte Delaroche, experts, F. Lemonnier, commissaire-priseur), lot no 18[27], vendu 505 francs (de l'ordre de 900 euros 2023) ;
- collection Aimé-Gabriel d'Artigues (1773-1848), financier et industriel verrier lié à Antoine-Gabriel-Aimé Jourdan (filleul ou fils adoptif), ancien ingénieur à la cristallerie de Saint-Louis, propriétaire de la cristallerie de Vonêche ;
- passé dans la famille des comtes de Ribes par mariage en 1853 d'Anne Gabrielle d'Artigues (1833-1889) avec Charles-Édouard de Ribes (1824-1896) ; Charles-Aimé de Ribes (1858-1917) ; Jean-Édouard de Ribes (1893-1982) ; Édouard-Auguste de Ribes (1923-2013) ; sa veuve, Jacqueline de Ribes et son fils Jean de Ribes[28] ;
- vente de la collection Ribes, Sotheby's, Paris, 11 décembre 2019, lot no 18, acquis par le Nationalmuseum de Stockholm mais préempté par l'État français pour le musée du Louvre[29], au prix de 1 032 500 euros, un record mondial pour cette artiste[30], mais éloigné des prix atteints par les tableaux de Fragonard[g].

### Expositions
- « Petits théâtres de l'intime. La peinture de genre française entre Révolution et Restauration », musée des Augustins, Toulouse, 2011-2012[31]
- « Peintres femmes 1780-1830. Naissance d’un combat », musée du Luxembourg, 2021[32],[33],[34]

## Les gravures
Bien qu'aucune réplique n'ait été faite et que le tableau soit resté pendant 230 ans dans des collections privées, L'Élève intéressante était connu par la diffusion d'estampes et par des copies réalisées à partir de celles-ci.
Une première gravure par Géraud Vidal (1742-1806) est annoncée dans le Journal de Paris no 63 du 4 mars 1787 sous le titre L'Élève intéressante, qui restera celui attribué au tableau pour la postérité. Elle est plus petite (54 × 43 cm) mais de cadrage sensiblement identique à celui du tableau ; le petit chien ne figure pas dans la sphère réfléchissante. La lettre indique que la peinture est de Mlle Gérard, élève de M. Fragonard, et que la gravure est dédiée à Mlle Chéreau « par son très humble serviteur Vidal » ; elle précise que les estampes sont en vente chez Vidal, rue de la Harpe au coin de celle Poupée no 181.

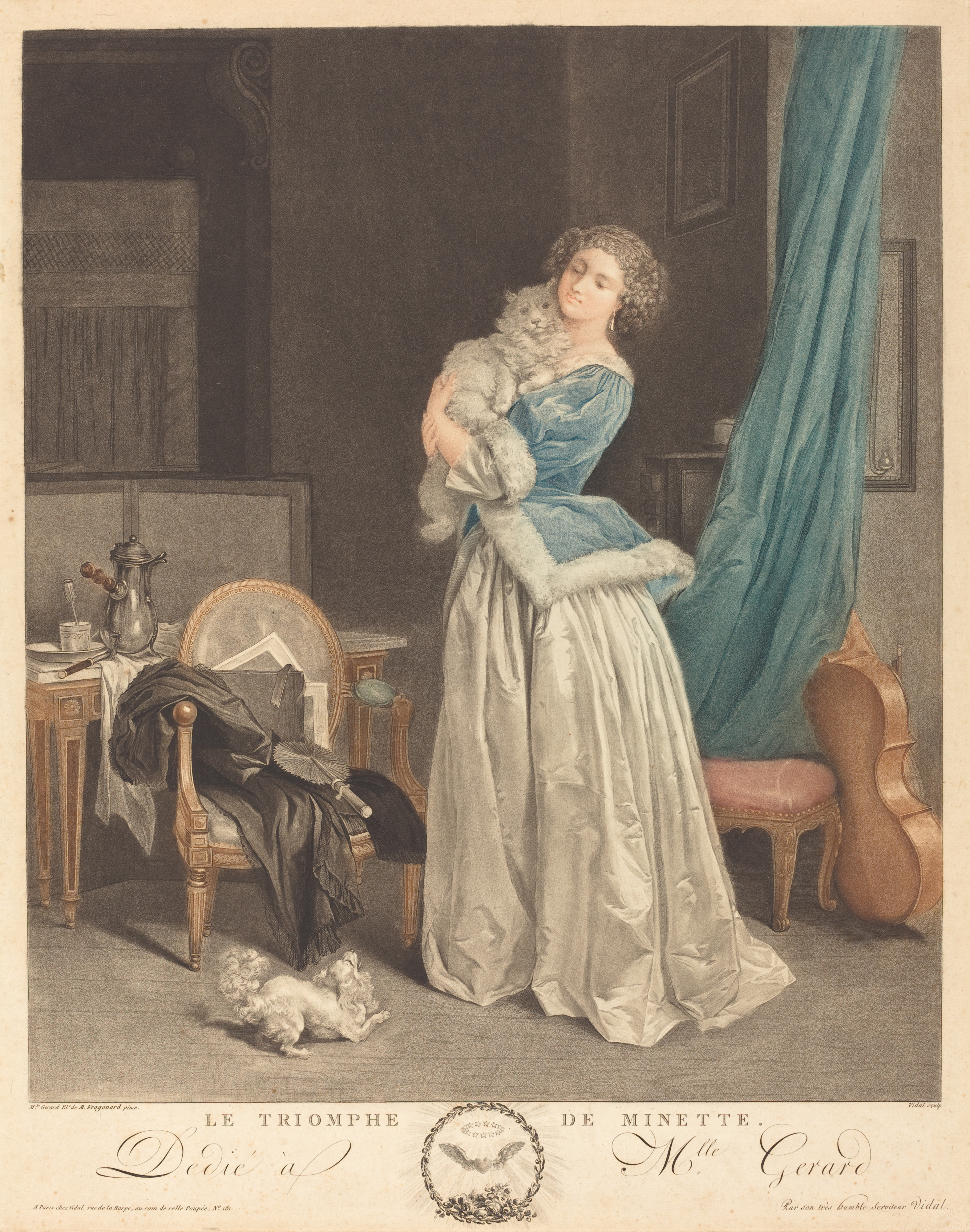
Géraud Vidal, Le Triomphe de Minette, 1785

Les dates des gravures de La Fontaine d'amour (décembre 1785) et de L'Élève intéressante (4 mars 1787) permettent de dire que le tableau de Marguerite Gérard a été peint en 1786 ou dans les deux premiers mois de 1787.
Avant L'Élève intéressante, Vidal avait gravé plusieurs compositions de Fragonard, et aussi une de Marguerite Gérard, d'après Le Triomphe de Minette (1784-85), annoncée en 1786 dans le Journal de Paris no 232 du 20 août 1786, et qui était dédiée à Mlle Gérard. La gravure L'Élève intéressante a été présentée comme le pendant du Triomphe de Minette.
Une gravure de Jean-Marie Mixelle (1758-1839), datant vraisemblablement de la fin des années 1780 et coloriée à la main, fait partie du fonds "Univers Images et Cartes" de la BnF.
La gravure de Jean-Joseph-François Tassaert est plus tardive ; postérieure à la Révolution, vers 1792-1793, elle se différencie de celle de Vidal par la coiffure, qui abandonne la mode 1760-70 de Fragonard pour une chevelure toujours tenue par un ruban noué en arrière, mais plus naturelle, relâchée librement sur le cou et les épaules et en boucles sur le front ; bien que le monogramme "A.C." figure toujours, la dédicace à Mlle Chéreau a été supprimée. Cependant, une version coloriée visible au musée des Beaux-Arts de San Francisco reprend en fac-similé la lettre de la gravure de Vidal.

## Commentaires et interprétations
Sans être un autoportrait conventionnel (cf. L'identité de l'élève), mais quand même une miniature de l'artiste par elle-même, l'image comporte plusieurs éléments biographiques de Marguerite Gérard ; en premier lieu, elle est un exemple de ces jeunes filles de bonne famille nées dans un milieu non artistique et ayant appris le dessin et la peinture avec un maître renommé, auquel elle rend ici hommage. Carole Blumenfeld a aussi présenté l'œuvre comme répondant à la vogue des portraits et autoportraits féminins exposés en nombre depuis 1783 au Salon de la Correspondance, à l'Exposition de la Jeunesse et au Salon du Louvre. À défaut d'autoportrait pictural proprement dit, on pourrait parler de portrait « introspectif » par la mise en abyme de l'œuvre et de sa créatrice. La jeune femme du tableau peut avoir sensiblement le même âge que la jeune peintre de 26 ans, connue encore à cette époque comme « élève de M. Fragonard » et présentée comme telle dans la légende de la gravure. Le titre semble de nos jours assez mystérieux ; pour savoir en quoi cette élève serait "intéressante", il faut se référer à l'Encyclopédie de 1766, où il est dit d'une personne qu'elle a une « physionomie intéressante », ou qu'elle est « dans une situation, liée aux événements, aux sentiments réveillés, aux passions excitées, qui la rend intéressante ». La plupart des descriptions modernes de L'Élève intéressante comportent les qualificatifs « belle », « jolie », « charmante », « séduisante », etc., ce qui doit correspondre à l'épithète « intéressante » de sa physionomie pour l'encyclopédiste des Lumières ; les contemporains de Marguerite Gérard louaient autant sa beauté que le charme de sa personnalité. Quant aux "sentiments réveillés et passions excitées", ils sont identifiés comme faisant partie des « registres convoqués sur la toile », et les commentateurs récents n'ont pas manqué de relever l'aspect teinté d'érotisme de L'Élève intéressante,,.
L'accumulation d'objets hétéroclites, la sphère réfléchissante, le désordre, les estampes laissées froissées à même le sol, l'exotisme des magots chinois, tous ces éléments rattachent L'Élève intéressante aux vanités du Siècle d'or ; mais ce n'est qu'un décor, dans ce style hollandais si prisé des collectionneurs des années 1770-1780. À l'opposé des natures mortes et du message memento mori des vanités, ce sont la jeunesse et la vie qui sont représentées ici — y compris par la chamaillerie des deux animaux —, et, issus de la coupe située au centre géométrique, l'amour et les couples. Au-dessus du vis-à-vis de l'élève et de sa Fontaine d'amour se trouvent les Cupidons et, hasard ou non, beaucoup d'autres objets vont par deux (cf. Inventaire) ; et même la sphère réfléchissante, celle où les maîtres hollandais se représentaient seuls à leur chevalet, montre ici deux couples de personnages.
Rien ne permet vraiment de dire que Fragonard était pour sa jeune belle-sœur plus qu'un mentor et un père de substitution, mais il est certain que sur le plan artistique, ils collaboraient et partageaient beaucoup, y compris dans le domaine de l'érotisme,, où l'auteur de l'Escarpolette et du Verrou avait acquis une réputation. On sait que Marguerite Gérard elle-même ne refusait pas d'illustrer des sujets libertins. Moins empreinte de frivolité ou de libertinage dans L'Élève intéressante que dans d'autres tableaux faits en collaboration avec Fragonard, cette présence allusive de l'amour et du couple incite à s'interroger sur le degré d'intimité entre le maître et la jeune élève,,, celle du tableau apparaissant comme presque prête à porter l'image de Fragonard sur son cœur. Or, rien de fiable n'est connu de la vie sentimentale de Marguerite Gérard, sinon qu'elle ne s'est jamais mariée. Arrivée à 14 ans dans le foyer de son beau-frère beaucoup plus âgé qu'elle, son élève puis sa collaboratrice, elle y est restée presque jusqu'à la mort de ce dernier 30 ans plus tard. À mots plus ou moins couverts, des contemporains et biographes ont évoqué un ménage à trois, certains faisant même de Marguerite la mère biologique d'Alexandre-Évariste Fragonard, né à Grasse en 1780. Quel qu'ait été le degré de connivence — au minimum artistique — de ses deux peintres, le tableau a pu être interprété comme « la représentation d'une méditation amoureuse » ou « une rêverie à tonalité amoureuse ».

## L'identité de l'élève

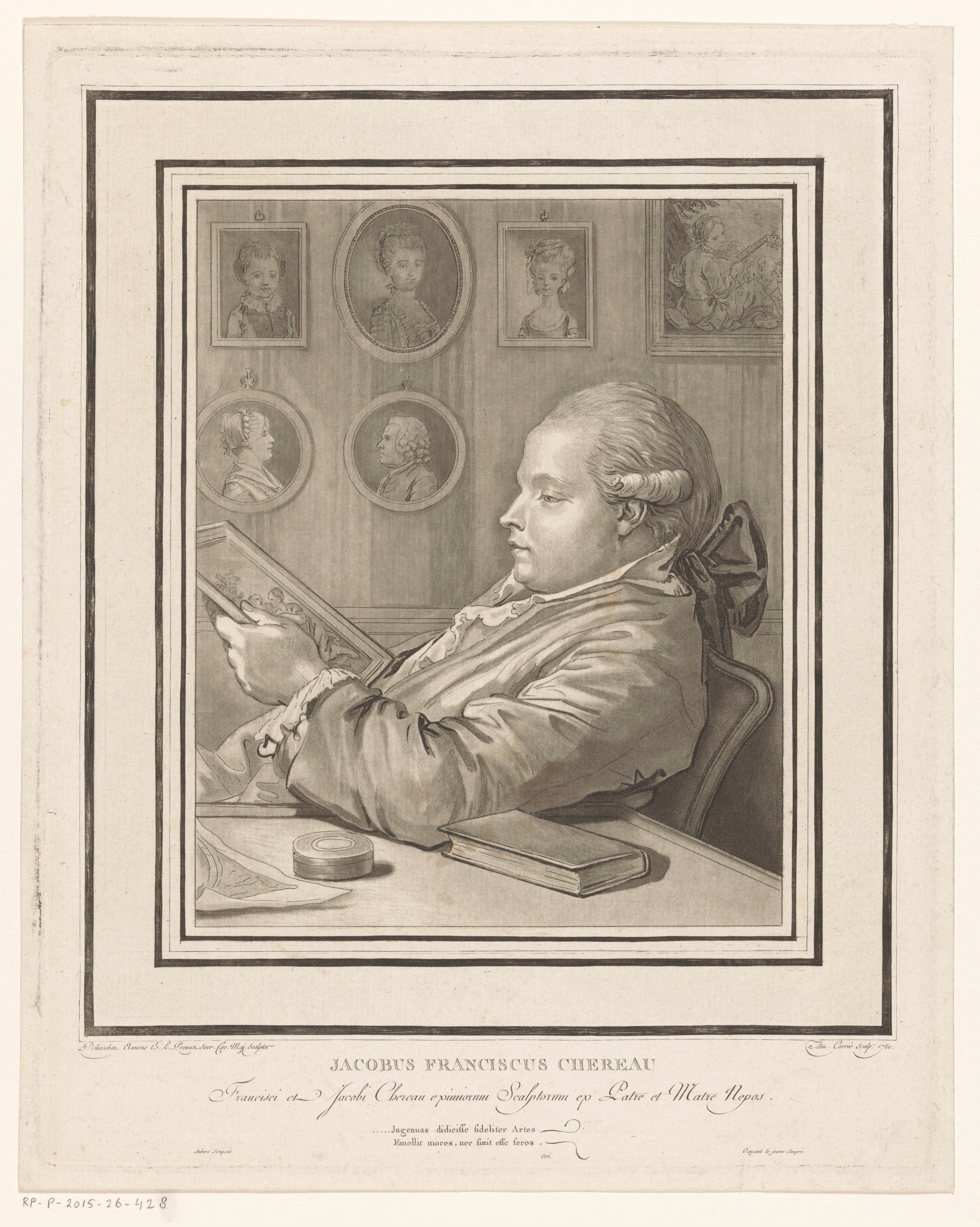
Antoine Carrée, Portrait de J.-F. Chéreau, 1780

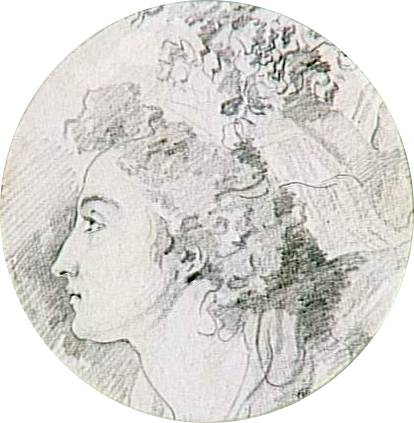
Fragonard, Portrait de Marguerite Gérard

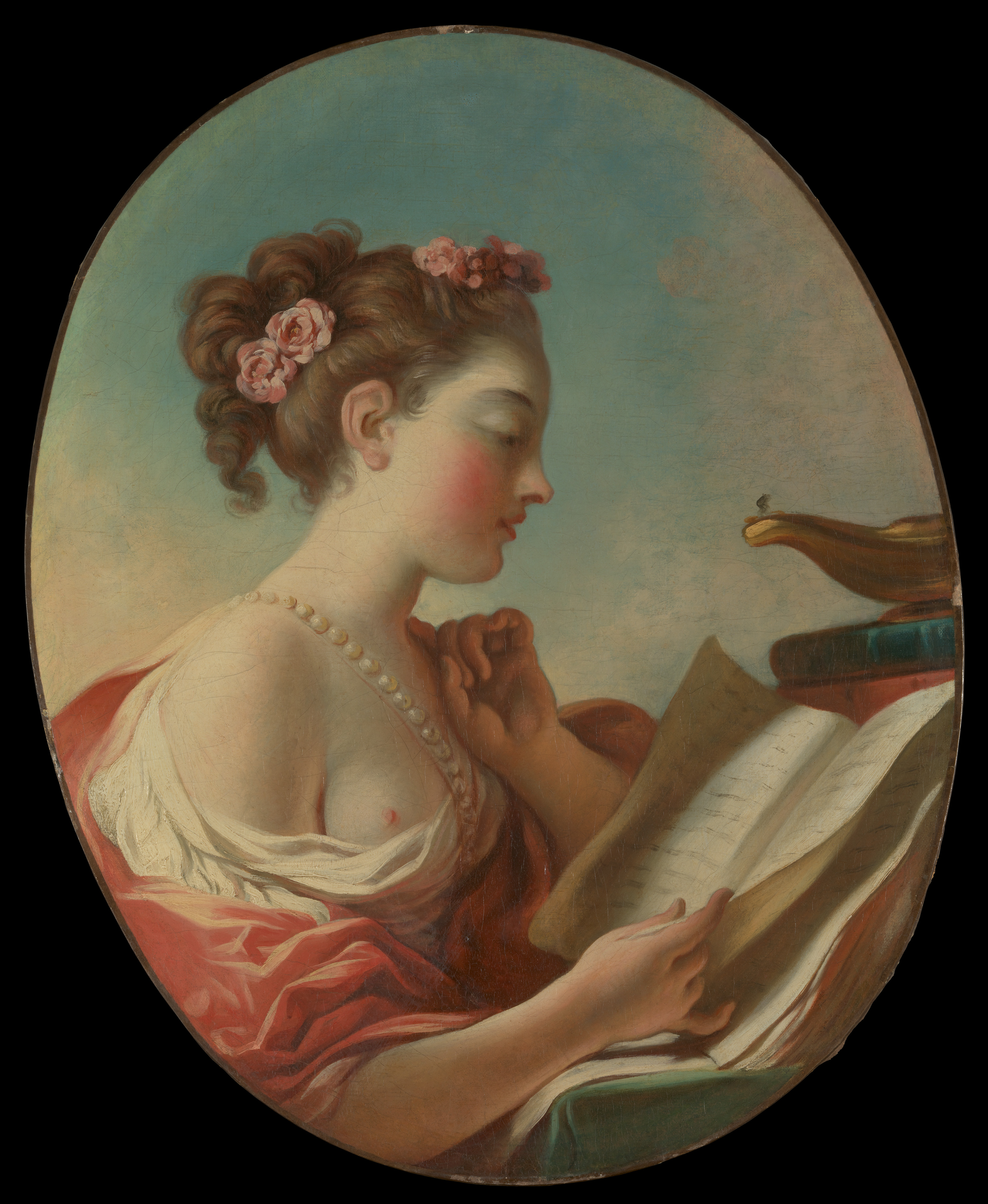
Fragonard : Allégorie de la Vigilance, 1772

Les hypothèses émises pour identifier l'élève intéressante n'ont pas réussi à lui donner un nom. En 1978, l'historienne de l'art féministe Sally Wells-Robertson en faisait un autoportrait de Marguerite Gérard elle-même, hypothèse rapidement éliminée par la comparaison avec son profil dessiné par son beau-frère Fragonard vers 1787. Cette proposition était aussi une incohérence historique, aucun autoportrait féminin de profil en peinture de genre n'ayant été produit à cette époque ni au siècle précédent ou au suivant.

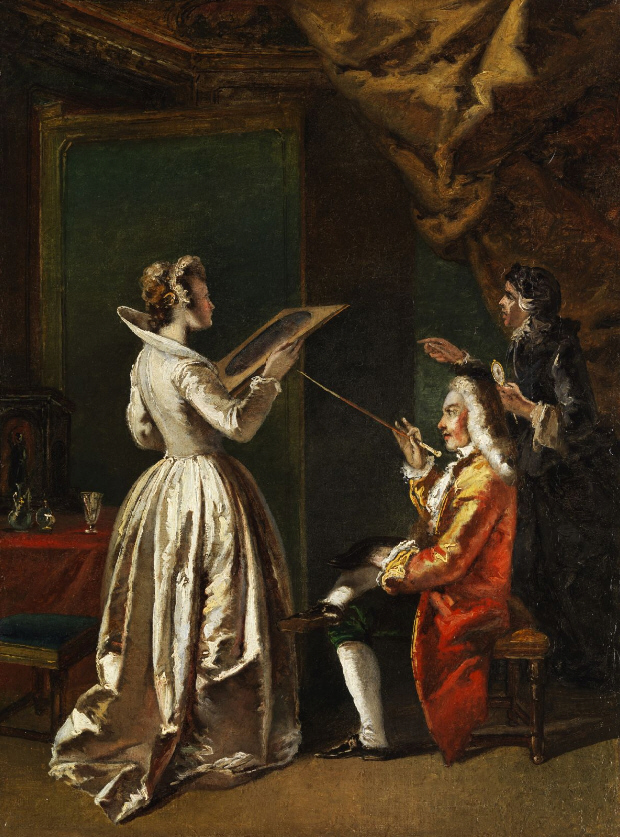
Francesco Zugno, La Leçon de dessin ou Une dame examinant une œuvre d'art, XVIIIe siècle

Une hypothèse plus consistante, et toujours en suspens, a concerné la demoiselle Chéreau, dédicataire de la gravure de Géraud Vidal (« dédiée à Mlle Chéreau par son humble serviteur Vidal »). Anne-Louise Chéreau, née le 11 avril 1771, était la fille de Jacques-François Chéreau, membre d'une illustre et ancienne famille de graveurs, éditeurs et marchands d'estampes, les Chéreau. On la voit à l'âge de 9 ans sur un portrait de "Jacobus Franciscus Chereau" avec au mur les images de sa famille, dans une gravure de 1780. En tant que seule héritière de son père, qui avait accumulé par héritage et reprises un important fonds de gravures, la jeune Anne-Louise était une personne à prendre en considération dans ce milieu professionnel, ce qu'a fait diplomatiquement Vidal en 1787. On remarquera que sur cette gravure de 1780, J.-F. Chéreau examine une estampe dans une posture de profil voisine, quoique plus distante et moins embrassante, de celle qui sera attribuée six ans plus tard à l'"élève intéressante", et qui a pu l'inspirer. Mais on peut douter que la petite dédicataire âgée de 15 ans soit le modèle de la jeune femme épanouie dont Gérard a peint le buste et Fragonard le visage. Ce visage, c'est celui d'une jeune fille « au front doucement arrondi et au nez fin légèrement relevé » ayant figuré sur plusieurs des peintures du maître depuis un quart de siècle. Sauf élément nouveau, la jeune élève du tableau n'est donc pas une personne réelle, c'est l'idéal de la beauté féminine selon Fragonard. Elle est là pour donner une image allégorique de ces jeunes filles "intéressantes" et fortunées qui prenaient des leçons de dessin, de peinture ou de gravure auprès d'artistes renommés, comme la duchesse Élisabeth-Louise de Chabot l'avait fait avec l'ami intime des Fragonard Hubert Robert, et dont au moins un autre exemple en peinture a été fourni à la même époque à Venise par Francesco Zugno.

### Littérature
- Thomas Schlesser, Les Yeux de Mona, Paris, Albin Michel, 2024, 496 p. (ISBN 978-222648716-2), chap. 14 (« Marguerite Gérard. Il n'existe pas de sexe faible »), p. 137-144, chapitre consacré à L'Élève intéressante lors d'une visite au Louvre.